# Grating Light Valve
Grating Light Valve ist ein Markenname der Firma Silicon Light Machines (2008 gekauft von DAI Nippon Screen) für ein MEMS, welches zur gezielten Ablenkung von Licht dient. Damit kann es in Projektionssystem wie Projektoren und Beamern eingesetzt werden. Aufgrund des hohen Entwicklungsaufwandes sind derzeit nur lineare Matrixfelder kommerziell verfügbar. Der Haupteinsatz findet sich derzeit in Belichtungsprozessen in der Lithografie.

Grobe Skizze eines Projektors mit Grating Light Valve

Es soll damit in Konkurrenz zum Digital Micromirror Device (DMD) von Texas Instruments sowie zu LCDs treten.

## Funktionsprinzip
Das Funktionsprinzip basiert im Gegensatz zum Mikrospiegelaktorfeld auf Lichtbeugung an einem optischen Gitter. Dazu können winzige Metallstreifen elektrostatisch auf und ab bewegt werden. Hiermit kann jedes Pixel zwischen Gitterfunktion und reflektierendem Spiegel hin- und hergeschaltet werden. Der notwendige Verstellweg ist von der Baugröße der Elemente und der Wellenlänge abhängig.
Der Lichtstrahl für die Projektion eines Bildes wird von dieser Vorrichtung je nach Bedarf durch die Linse auf die Projektionsfläche oder auf eine schwarze Fläche innerhalb des Gerätes (sogenannte Lichtfalle) reflektiert. So wird in einer für das menschliche Auge nicht erkennbaren Geschwindigkeit (kHz-MHz) das Bild auf der Projektionsfläche aufgebaut.

### Vergleich mit konkurrierenden Systemen
Aufgrund der streifenartigen Struktur ist ein zweidimensionales Feld schwerer aufzubauen als mit der konkurrierenden DMD/DLP Technologie und erfordert eine zusätzliche dynamische Ablenkeinheit (Scanner) was den Einsatz komplizierter macht. Die Farbe der Bildpunkte für eine RGB-Projektion kann durch eine rotierende Scheibe in den Grundfarben bestimmt werden. Durch die kurze Folge dieser Lichtpulse werden sie für das Auge als Mischfarben wahrnehmbar. Die Wellenlängenabhängigkeit der Beugung reduziert den Farbkontrast im Verhältnis zu den weitgehend wellenlängenagnostischen DMD/DLP-Systemen und ist deshalb eher vergleichbar mit den auf polarisationsbedingter selektiver Transmission aufbauenden Flüssigkristall-Projektoren.